# Боинг 767
Боинг 767 (на английски: Boeing 767) е широкофюзелажен самолет, разработен и произвеждан от Боинг (Boeing Commercial Airplanes).
Първият прототип на самолета лети на 26 септември 1981 г. и е сертифициран на 30 юли 1982 г. Първоначалният вариант 767-200 влиза в експлоатация на 8 септември същата година при United Airlines, а по-големият 767-200ER – през 1984 г. Още по-удълженият 767-300 е въведен през октомври 1986 г. и е последван от 767-300ER 1988 г., който става и най-популярният вариант на самолета. През октомври 1995 г. е представен товарният вариант 767-300F. Той също е удължен във варианта 767-400ER от септември 2000 г.
За да допълни по-големия Боинг 747, той разполага със седем напречни отсека и използва по-малки средства за зареждане. Боинг 767 е първият широкофюзелажен самолет с два реактивни двигателя на Боинг и е захранван от двигатели General Electric CF6, Pratt & Whitney JT9D, а после и от Pratt & Whitney PW4000 и Rolls-Royce RB211. Самолетът има стандартна опашна площ и свръхкритични крила за по-малко въздушно съпротивление. Двучленната му стъклена кабина (първата такава за Боинг) е разработена съвместно с Боинг 757 – теснофюзелажен самолет. Проучванията за увеличаване на капацитета на 767 през 1986 г. довеждат до това, че Боинг решава да разработи по-големия Боинг 777, въведен през юни 1995 г.
Вариантът 767-200 е дълъг 48,5 m, обикновено побира 216 пътници и лети на разстояние до 7200 km, докато 767-200ER побира 181 пътници до 12 200 km. Вариантът 767-300 е дълъг 54,9 m, обикновено побира 269 пътници и има обсег 7200 km, докато 767-300ER побира 218 пътници и лети до 11 070 km. Вариантът 767-300F може да пренася 52,7 тона на разстояние до 6025 km, а 61,37-метровият 767-400ER обикновено побира 245 пътници и има обсег до 10 415 km. Самолетът има и военни варианти: E-767 за разузнаване и наблюдение, KC-767 и KC-46 за въздушно зареждане на гориво. В днешно време вариантите 767-200 и 767-300 се преобразуват в товарни самолети.
След като първоначално самолетът се използва за превоз на пътници между крайбрежията на САЩ, той започва да се използва често и за трансатлантически полети след 1985 г. Към август 2019 г. Боинг е доставил 1161 самолета 767 на 74 клиенти. Към юли 2018 г. в експлоатация са 742 от тях. С най-много разполагат Delta Air Lines – 77 бройки.
Преки конкуренти на Боинг 767 са Еърбъс А300/310 и Еърбъс A330-200
. Наследникът му Боинг 787 е въведен в експлоатация през 2011 г.